# 劳费尔德
劳费尔德是德国莱茵兰-普法尔茨州的一个市镇。总面积6.10平方公里，总人口496人，其中男性251人，女性245人（2011年12月31日），人口密度81人/平方公里。